# Resistance: Retribution
Resistance: Retribution (Resistencia: Retribución) es un videojuego de disparos en tercera persona desarrollado por SCE Bend Studio y distribuido por Sony Computer Entertainment para la consola PlayStation Portable. Se anunció el 15 de julio de 2008 en la conferencia de prensa de Sony en la E3 y se lanzó el 12 de marzo de 2009 en Japón, 17 de marzo de 2009 en América del Norte, 20 de marzo de 2009 en Europa y 26 de marzo de 2009 en Australia. Bend Studio, dijo en una entrevista con GameSpot que trabajó con Insomniac Games en el proceso inicial del diseño del juego.

## Argumento
Dos meses antes de que la torre central quimera en Londres fuera destruida y sus ejércitos son derrotados en Gran Bretaña, British Royal Marine el teniente James Grayson encuentra a su hermano Johnny parcialmente convertido en una Quimera en una misión para destruir uno de los centros de conversión Quimera. Grayson a regañadientes siguiendo el protocolo con respecto a los soldados infectados mata a Johnny, pero esto le hace sufrir una crisis nerviosa y abandona a sus tropas, lo que lleva su venganza personal contra las Quimeras. Después de la destrucción de 26 centros de conversión, Grayson es capturado por los británicos y juzgado por crímenes capitales, donde es condenado a muerte por deserción. La noche anterior a su ejecución, Grayson es visitado por la teniente Raine Bouchard, una miembro del movimiento continental europea conocida como los " Maquis", que ofrece un respiro a Grayson, a cambio de su ayuda y el conocimiento sobre los centros de conversión. Grayson se muestra reacio en un principio pero está más interesado, cuando se entera de que Bouchard y su padre están desarrollando un suero para contrarrestar el virus Quimera. Grayson acepta la oferta, a pesar de que exige la chaqueta de su hermano como una condición adicional, y se libera como un mercenarios, encargado de los Maquis.
Los "maquis" y las fuerzas británicas, incluyendo Grayson, el plan "Operación Overstrike", donde entrará en Europa a través de Róterdam, en Países Bajos, el viaje a través de Bonn, Alemania y en Luxemburgo para ayudar a asegurar la fortaleza Maquis allí, y, finalmente, pasar a la torre principal Quimera en París, Francia. A pesar de que sufren muchas bajas en la costa desde torres donde disparan las Quimeras, logran destruir las torretas y las fuerzas son capaces de liberar con éxito a Bonn. Bouchard, Grayson y el coronel comandante de Maquis Roland Mallery se hacen en una misión especial para investigar un nuevo tipo de centro de conversión en Bonn. El grupo se separa, con Bouchard caer en las etapas iniciales del proceso de conversión, pero Grayson es capaz de rescatarla, creyéndola aún no afectados, y luego destruye las instalaciones, desobedeciendo las órdenes de los maquis Raine se enfada y ordena a Malery que lo K.O después de varias horas en coma Grayson despierta y Cartwright lo llama para que le ayude a destruir un "buldozer" pero cuando los destruyen ya era demasiado tarde las fuerzas Quimera ya habían descubierto la base de Maquis en Luxemburgo y luchan a la desesperada para conseguir un tiempo suficiente para escapar a un pequeño campo de refugiados en Reims, Francia. El Dr. Bouchard insiste en quedarse para completar un último experimento, y como Grayson intenta evacuar la zona, que viene a saber que ella estaba infectada Bouchard, a propósito, en el centro de conversión en Bonn Raine obtuvo mustras de fluidos cruciales para el trabajo de su padre y obtener una muestra del virus para desarrollar un suero. Sin embargo, antes de que el suero puede ser creado, el Dr. Bouchard es asesinado por las fuerzas invasoras quimera, pero Bouchard es capaz de terminar el trabajo de su padre y gana una muestra. Bouchard y Grayson se ven obligados a evacuar la base corresponde a la Quimera.
En Reims, Grayson intenta advertir a Mallery y los británicos sobre la infección de Bouchard, pero Mallery en lugar de él encierra, teniendo en cuenta el hecho de ser traidor. Mientras que en el calabozo improvisado, Grayson recibe la visita de Bouchard, que seduce a Grayson a tener relaciones sexuales con ella, antes de salir en su misión de llevar el suero a la torre de París. Después de la licencia Mallery y Bouchard, Grayson es liberado por su antiguo comandante, el comandante británico Steven Cartwright, y el coronel Parker, Rachel desde el bergantín, y teniendo en cuenta una segunda muestra del suero para llevar a la torre de Bouchard en el caso de falla. A medida que viaja a París a través de las catacumbas de edad, Grayson se encuentra con miles de cuerpos femeninos muertos y mutilados a la espera de ser convertidos por la Quimera: Grayson se da cuenta de lo egoísta que ha estado en su venganza contra la Quimera, y deja la chaqueta de su hermano detrás mientras continúa en la misión.
Grayson se encuentra con Mallery medida que se acerca a la torre y descubre que él también ha sido infectado por el virus y se le impide a propósito de llegar a la torre. Grayson se las arregla para matar a Mallery y continúa en la torre en sí y la guarida de la crisálida, la que se cree que el control de la Quimera. Después de usar el suero, descubre la propia crisálida, revela que Bouchard, que ha sido completamente convertida en una quimera. Grayson se las arregla para derrotar a la Crisalida y mientras agoniza advierte a Grayson que el suero es sólo una medida temporal, ya que el virus Quimera ha desarrollado un método más avanzado de los seres humanos de conversión, y que que ya están desarrollando nuevas formas para recuperarse de sus pérdidas: ella también señala que la Quimera ya han conquistado mundos fuera de la Tierra, y están demasiado evolucionado a la derrota. A medida que el virus de la consume por completo, Grayson mata a Bouchard para sacarla de su miseria.
Con la crisálida destruido, las fuerzas británicas y Maquis son capaces de destruir la torre de París y libre de Europa Occidental de la Quimera. Después de conmemorar la muerte de Bouchard, Parker y Cartwright ofrece Grayson una comisión con el ejército británico como una de las principales, y devuelve la chaqueta de su hermano para él, animándole a mantenerlo en lugar de colocarlo en el memorial de Bouchard. Grayson se niega la comisión de Parker, en lugar de alistarse como un coronel de los Maquis. Grayson encabeza una fuerza de Maquis en el corazón de Rusia para descubrir la fuente de la invasión Chimera, pero Grayson desaparece en acción durante la batalla para liberar a Varsovia, a pesar de rumores de un soldado británico en Rusia, que se ha conocido como el "Cloven Killer". La última escena muestra a Grayson de pie delante de Catedral de San Basilio, con los ojos amarillos de oro, ahora, un síntoma de haber sido infectado por el virus Quimera.

## Jugabilidad
El juego cuenta con la posibilidad de conectar hasta ocho jugadores con la opción multijugador en línea gracias a los modos que incluyen el Team Deathmatch, Capturar la bandera, Contención, gratuita para todos y la asimilación.
El sistema está diseñado con el objetivo de otra manera, en lugar de pulsar botones para bloquear contra la cubierta, el jugador se bloqueará automáticamente  para cubrir cuando él o ella se acerca a la cubierta. Trate de ayudar, como se observa en la misión Fall of Man, también está presente en el castigo'. El juego cuenta con nuevos personajes y armas, así como una barra de vida.
El 9 de octubre de 2008, se anunció que los jugadores con una copia de Resistance 2 en su PlayStation 3, si bien tienen su PSP 2 o 3 (también funciona con PSP 1) conectado a través de la salida AV del televisor, serían capaces de jugar Resistance: Retribution con un mando DualShock 3. Esta es una nueva función de enlace cruzado de ambos juegos en PSP Plus, que mientras este está activado, la asistencia al objetivo se desactivará y así los jugadores podrán volver a asignar los controles para un mejor uso de las entradas adicionales en el controlador de PlayStation 3. DualShock 3 Rumble también podrá usarse.
También se anunció el modo de que estaba infectado, mediante la conexión de Resistance: Retribution Resistance 2 con un cable USB, entrar en la pantalla de opciones de R2, y la selección ofrece una historia alternativa dentro de la historia. Mientras estaba en prisión por deserción, Grayson es reclutado por el teniente David LaSalle Specter (a partir de la historia R2) y está infectado con una versión mutada del virus de la Quimera, una versión diferente del virus que infecta a Nathan Hale.
Mientras se reproduce en el modo "infectado", Grayson viste un uniforme Specter y tiene los ojos brillantes Quimera, se dará cuenta de la infección de Grayson Quimera, que alteran su comportamiento. Tiene la oportunidad de utilizar una de las nuevas armas de R2: el HE .44 Magnum, que dispara balas explosivas que se pueden activar de forma remota. Él tiene la salud regenerativa y ya no tiene que buscar los paquetes de salud. Se puede respirar bajo el agua, lo que le permite llegar a zonas ocultas que no podía llegar antes. También otra clase entera de Intel están ocultos en todo los niveles. Recopilación de todos los "infectados" Intel abre granadas de plasma y una historia más amplia. El modo infectado termina cuando el jugador sale del juego.

## Multijugador
Resistance: Retribution cuenta con 5 modos de juego en la sección en línea: deathmatch, Team Deathmatch, contención, Capturar la bandera y Asimilación. En la contención, los dos equipos deben luchar para mantener los nodos de refrigeración bajo su control, el que posee la mayor parte de la de los más largos de victorias (similares a la fusión de Resistance: Fall of Man). En la asimilación de un jugador que empieza como una Cloven, los otros siete son Maquis. El jugador tiene Cloven para perseguir a los maquis que quedan. Los Maquis no pueden matar el hendido, el objetivo es sobrevivir más tiempo. Todos los maquis muertos por la pezuña hendida convertido en cuando reaparecen. Línea cuenta con todas las armas encontradas en la campaña para un jugador, excepto uno, así como punto de desove de armas donde los jugadores pueden recoger armas para agregar a su inventario. Las facciones de oposición será combatientes del Maquis.
El modo multijugador fue desactivado por Sony el 15 de mayo de 2015, lo que hace que Resistance: Burning Skies sea la única entrega que queda en la serie para tener soporte multijugador.

## Edición de Coleccionista
Resistance: Retribution Collector's Edition, lanzado en Europa, incluye cuatro tarjetas de arte conceptual y un código promocional para descargar un tema exclusivo de Resistance: Retribution  para la PSP

## Demo
El 16 de enero de 2009, Sony anunció que una demo descargable de Resistance: Retribution estaría disponible para aquellos que pre-ordenaron el juego. La oferta era exclusivo sólo en Amazon hasta que se amplió a los minoristas Best Buy, GameStop y Game Crazy. La demo incluye un juego para un solo jugador y la opción de probar la , conectarse tanto con el modo de infectados y Resistance: Retribution Plus. El 12 de febrero de 2009, el demo fue lanzado en la tienda de PSN Europea para su descarga. También fue lanzado en América del Norte PSN Store el 12 de marzo de 2009 en forma de descarga. La demo incluye el nivel 2 de Bonn y el jugador no puede salvar el juego. El nivel es exactamente el mismo que el juego principal a excepción de una quimera grande situado en el ascensor que no ataca y un "Completa el capítulo" mensaje al final, que sólo se contó con la hora de elegir los niveles para jugar. El nivel termina después de una lucha del jefe con un mecha. 

## Recepción
Resistance: Retribution recibió críticas generalmente favorables, según el sitio web de críticas y revisiones Metacritic. GameTrailers elogió la presentación y la jugabilidad y también otorgó al juego su mejor título de Juego para PSP del 2009. La comentarista de GamePro, Heather Bartron, elogió la mecánica de la cubierta del juego por evadir el fuego enemigo y los puntos de control y los diseños de nivel bien ubicados del juego. Bartron escribió que el juego atraería tanto a los jugadores casuales como a los experimentados, aunque no le gustaba la repetición cerca del final y que la mayoría de los elementos del juego no se modificaban con respecto a los títulos anteriores. En Japón, Famitsu le dio una puntuación de los cuatro ochos para un total de 32 de 40.